# حزاز مخطط
الحَزاز المُخطَّط(بالإنجليزية: Lichen striatus)‏هو حالة جلدية نادرة تظهر بشكل أساسي عند الأطفال، وغالبًا ما تظهر في الأعمار من 5 إلى 15 عامًا.تتشكل من انبثاق حطاطةصغيرة وقشرية ذاتية الحد.

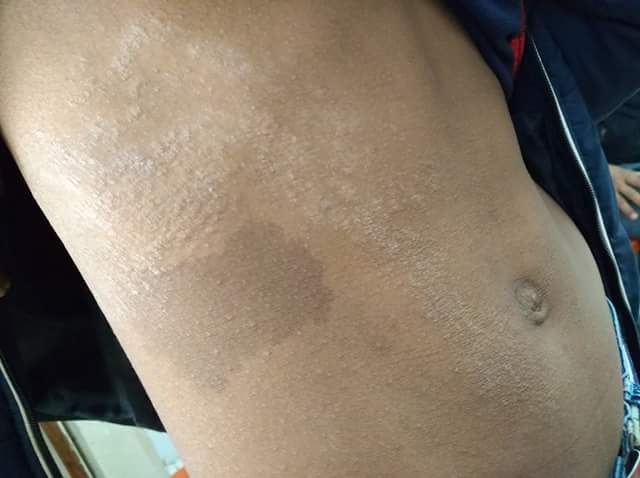

## روابط خارجية
- مجلة نيو إنجلند الطبية - صور الأسبوع